# بال‌پرنده‌ای بورنئو
بال‌پرنده‌ای بورنئو (نام علمی: Troides andromache) نام یک گونه از تیره پروانه‌های دم‌چلچله‌ای است.